# Терменвокс

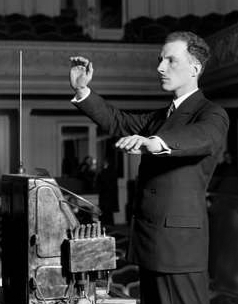
Лев Термен грає на терменвоксі

Терменво́кс (дослівно — голос Термена) або просто термен — електронний музичний інструмент, на якому грають не торкаючись його поверхні. Це уможливлюють дві антени, що отримують інформацію про розміщення рук терменіста. Одна з антен керує коливаннями (частотою звуку), інша — амплітудою (гучність інструмента). Отримані електричні сигнали з терменвокса подаються на динамік через підсилювач. Інструмент винайшов російський винахідник Лев Термен у 1919 році (запатентував у 1928).

## Будова

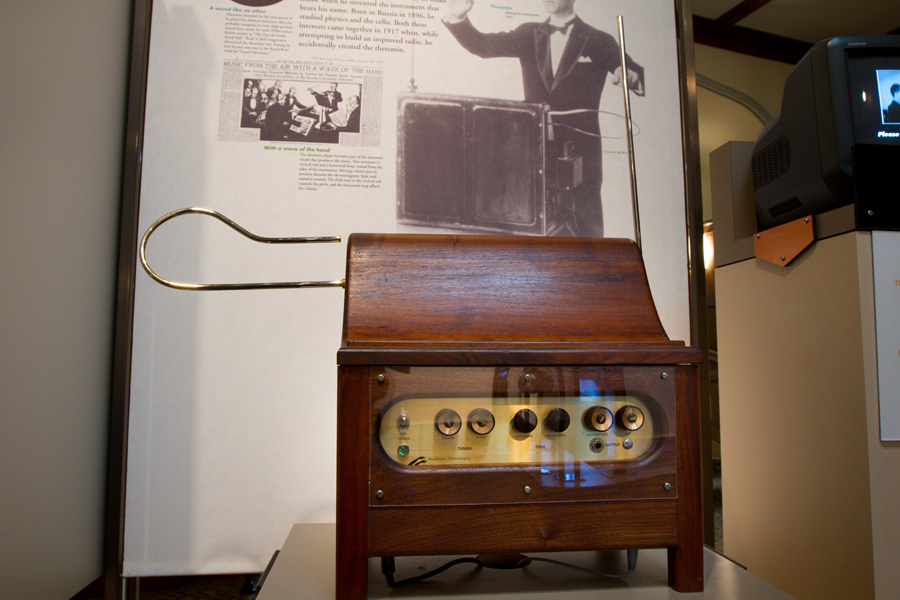
Сучасна модель терменвокса

Головною частиною терменвокса є два високочастотні коливальні контури, настроєні на спільну частоту. Електричні коливання звукових частот створюються генератором на електронних лампах, сигнал пропускається через підсилювач і перетворюється гучномовцем у звук. Виконавець керує роботою терменвокса, змінюючи положення долонь навколо антен інструменту. Рухаючи рукою навколо стрижня, виконавець регулює висоту звуку, жестикулювання навколо дуги дозволяє впливати на гучність. За рахунок зміни відстані долонь музиканта до антени інструмента змінюється індуктивність коливального контуру, і, як наслідок, частота звуку.

## Використання
Однією з перших і найвидатніших виконавиць на цьому інструменті була американська музикантка Клара Рокмор, яка упродовж багатьох років гастролювала в США та за їхніми межами, а в 1977 було випущено її альбом «Мистецтво терменвокса», де у супроводі фортепіано звучать відомі твори російських та європейських композиторів кінця XIX — початку XX століть.
Терменвокс можна почути в академічній, джазовій, експериментальній та кіномузиці.
Серед сучасних виконавців на терменвоксі — Наталія Термен, Петро Термен, Олеся Ростовська (Росія), Кароліна Айк (Німеччина), Торвальд Йоргенсен (Голландія), Чарлі Драпер, Лідія Кавіна (Велика Британія), Доріт Крайслер, Роб Швіммер (США), Mezerg (Франція).
Терменвокс звучить в популярному англійському серіалі «Чисто англійське вбивство» — партія терменвокса Селія Шин.
На терменвоксі грає Ганнібал Лектер в книзі Томаса Харріса.
Серед композиторів, що писали для терменвокса — Богуслав Мартіну, Персі Грейнджер, Крістіан Вульф, Joseph Schillinger, Моріц Еґґерт, Іраїда Юсупова, Жорж Антюн,, Валерій Бєлунцов та інші.
В популярній музиці терменвокс застосовував, наприклад, Жан Мішель Жарр у концерті «Space of Freedom»; і Жан Вен Роберт Хал в «Лазерні Хал 1» (Частина 1). В Україні терменвокс застосовував одеський гурт Flëur в альбомі «Эйфория».
Є всього дві школи терменвокса у світі — Японська школа терменвокса, під керівництвом Масами Такеучі й Московська школа терменвокса під керівництвом Петра Термена.

## Схожі інструменти
- Croix Sonore
- Електротерменвокс
- Хвилі Мартено
- Траутоніум
- Континуум
- Отаматон
- AudioCubes